# 大眼紋胸鮡
大眼紋胸鮡，為輻鰭魚綱鯰形目鮡科的其中一種，為熱帶淡水魚類，分布於亞洲柬埔寨西南部Krâvanh及Dâmrei山淡水流域，體長可達8.2公分，棲息在水流快速的溪流底中層水域，生活習性不明。

## 扩展阅读
維基物種上的相關：大眼紋胸鮡